# Округ Талбот (Џорџија)
Талбот (енгл. Talbot County) је округ у америчкој савезној држави Џорџија.

## Демографија
По попису из 2010. године број становника је 6.865, што је 367 (5,6%) становника више него 2000. године.
| Група             | 2000.         | 2010.         |
| Белци             | 2.354 (36,2%) | 2.639 (38,4%) |
| Афроамериканци    | 4.002 (61,6%) | 4.065 (59,2%) |
| Азијати           | 18 (0,3%)     | 9 (0,1%)      |
| Хиспаноамериканци | 82 (1,3%)     | 91 (1,3%)     |
| Укупно            | 6.498         | 6.865         |